# Agnès Lê Thi Than
Anne ou Agnès Lê Thi Than, aussi appelée Agnès Dê, est une chrétienne vietnamienne, née en 1781 dans le nord de la Cochinchine, torturée et tuée le 12 juillet 1841 dans la province de Ninh Bình, au Tonkin, pour avoir caché des prêtres chrétiens.
Reconnue martyre, elle est béatifiée par le pape Pie X le 2 mai 1909. Elle est ensuite canonisée par le pape Jean-Paul II à Saint-Pierre de Rome le 19 juin 1988, en même temps que 116 autres martyrs du Viêt Nam. Elle est la seule femme laïque de ce groupe de martyrs. Sainte Agnès Lê Thi Than est fêtée personnellement le 12 juillet, jour anniversaire de sa mort, et collectivement le 24 novembre, jour de célébration des martyrs du Viêt Nam.

## Biographie
Anne ou Agnès Lê Thi Than, (Agnes Dê) naît en 1781 dans le nord de la Cochinchine, dans l'actuel Viêt Nam. Elle est chrétienne, et épouse à 17 ans un autre chrétien. Elle a une famille nombreuse, est mère de six enfants,.
Pendant les périodes de persécution contre les chrétiens en Annam, dans la province de Ninh Binh, sous le règne de l'empereur Thiệu Trị, elle est découverte cachant un prêtre chez elle, ce qui lui vaut d'être arrêtée, torturée et tuée. Elle est traînée par terre pour passer sur une croix, puis frappée d'un grand nombre de coup de verges. Elle en meurt peu après, de retour dans sa prison, le 12 juillet 1841.

## Reconnaissance

### Béatification et canonisation
Agnès Lê Thi Than est reconnue officiellement martyre par Rome. Elle est ensuite béatifiée par le pape Pie X le 2 mai 1909.
C'est le pape Jean-Paul II qui la canonise à Saint-Pierre de Rome le 19 juin 1988, en même temps que 116 autres martyrs du Viêt Nam.
Sainte Agnès Lê Thi Than est fêtée le 12 juillet, jour anniversaire de sa mort, ou le 24 novembre, jour de célébration des martyrs du Viêt Nam.
Elle est la seule femme laïque du groupe des 117 martyrs du Viêt Nam.

### Autres hommages
Un centre de retraite porte son nom aux États-Unis, le St. Anne Le Thi Thanh Retreat Center, sur la Kermier Road à Waller, au Texas,.